# Аквамен (филм)
Аквамен (енгл. Aquaman) је амерички научнофантастични суперхеројски филм из 2018. године, базиран на истоименом лику из Ди-Си комикса. Представља шести по реду филм у Ди-Сијевом проширеном универзуму. Редитељ филма је Џејмс Вон, док сценарио потписују Дејвид Лесли Џонсон и Вил Бил на основу приче Џофа Џонса и Џејмса Вона. Продуценти филма су Питер Сафран и Роб Ковен. Музику је компоновао Руперт Грегсон-Вилијамс. Насловну улогу тумачи Џејсон Момоа као Артур Кари / Аквамен, док су у осталим улогама Амбер Херд, Вилем Дафо, Патрик Вилсон, Долф Лундгрен, Јахја Абдул-Матин II и Никол Кидман. 
Представља трећи по реду филм у коме се појављује Аквамен, после филмова Бетмен против Супермена: Зора праведника (2016) и Лига правде (2017) и први је филм који се фокусира на овог лика у главној улози. Снимање филма почело је 2. маја 2017. у Аустралији, са већином сцена снимљеним у Вилиџ Роудшоу Стјудиос у Гоулс Коусту, Квинсленду, а завршено је 21. октобра 2017. године. 
Светска премијера филма је одржана 26. новембра 2018. године у Лондону, а у америчке биоскопе је пуштен 21. децембра исте године. Зарадио је преко 1,1 милијарди долара широм света, што га чини најуспешнијим филмом из Ди-Сијевог проширеног универзума, као и петим најуспешнијим филмом из 2018. године. Наставак филма, Аквамен и изгубљено краљевство, премијерно је приказан 2023. године.

## Радња
Аквамен (Џејсон Момоа) је још једна научнофантастична и акцијом набијена авантура студија Warner Bros. Аквамен открива причу у којој млади Артур Кари сазнаје да је наследник трона подводног краљевства Атлантиде у које се мора вратити и спасити свој народ.

## Улоге
| Глумац               | Улога                |
| -------------------- | -------------------- |
| Џејсон Момоа         | Артур Кари / Аквамен |
| Амбер Херд           | Мера                 |
| Вилем Дафо           | Нудис Вулко          |
| Патрик Вилсон        | Орм                  |
| Долф Лундгрен        | Нериус               |
| Јахја Абдул-Матин II | Дејвид Кејн          |
| Темуера Морисон      | Томас Кари           |
| Никол Кидман         | Атлана               |
| Џон Рис-Дејвис       | Краљ Брајн           |